# Femø
Bản mẫu:Geobox Settlement
Femø là 1 đảo nhỏ của Đan Mạch, nằm ở phía bắc đảo Lolland. Đảo có diện tích  11,38 km² với 144 cư dân (1.10.2006), cư ngụ trong 2 làng Nørreby và Sønderby.
Về hành chính, Femø trực thuộc thị xã Svendborg và Vùng Nam Đan Mạch.
Về giao thông, có tuyến tàu phà từ Kragenæs (đảo Lolland) tới Femø (mất 50 phút).

## Lịch sử
Các di tích tìm được từ thời đại đồ đá và thời đại đồ đồng chứng tỏ là đảo đã có người cư ngụ từ xa xưa. Đầu thế kỷ 16, đảo có 1 nhà thờ và năm 1527 đảo trở thành 1 giáo xứ riêng. Trong các cuộc chiến tranh ở thế kỷ 17, đảo bị nhiều lần cướp phá và sau cuộc chiến tranh với Thụy Điển năm 1660, dân cư trên đảo đã phải nhờ sự cứu trợ của thành phố Nykøbing (đảo Falster) và thành phố Stubbekøbing mới không bị chết đói.
Trong thế kỷ 20, Femø mất rất nhiều cư dân. Năm 1901 đảo có hơn 700 người, tới năm 2004 chỉ còn dưới 500. Ngôi trường duy nhất trên đảo bị đóng cửa năm 1998 vì thiếu học sinh.
Từ năm 2007, cơ quan Bưu điện Đan Mạch bãi bỏ trạm bưu điện trên đảo (Khu bưu chính cũ 4945). Ngày nay cư dân phải đi 22 km tới trạm bưu điện Maribo (đảo Lolland, khu bưu chính mới 4930)
để gửi và lãnh thư tín.

## Trại phụ nữ
Đảo nổi tiếng vì là nơi cắm trại của phụ nữ vào mùa hè. Từ năm 1971, hàng năm có khoảng trên 250 phụ nữ đến cắm trại ở phần đông bắc đảo vào mùa hè, gọi là Trại phụ nữ(tiếng Đan Mạch: Kvindelejren = the women's camp) và sinh hoạt kéo dài 8 - 9 tuần lễ với nhiều đề tài khác nhau. Ban đầu là các phụ nữ thuộc phong trào tranh đấu cho nữ quyền, gần đây lại có nhiều phụ nữ đồng tính luyến ái tham gia. Phần lớn các tuần cắm trại dành cho phụ nữ Đan Mạch, nhưng mỗi năm đều có 1 tuần quốc tế dành cho các phụ nữ các nước châu Âu. Năm 2005 quyết định ở trại cho các phụ nữ MTF (đàn ông thay đổi giới tính)

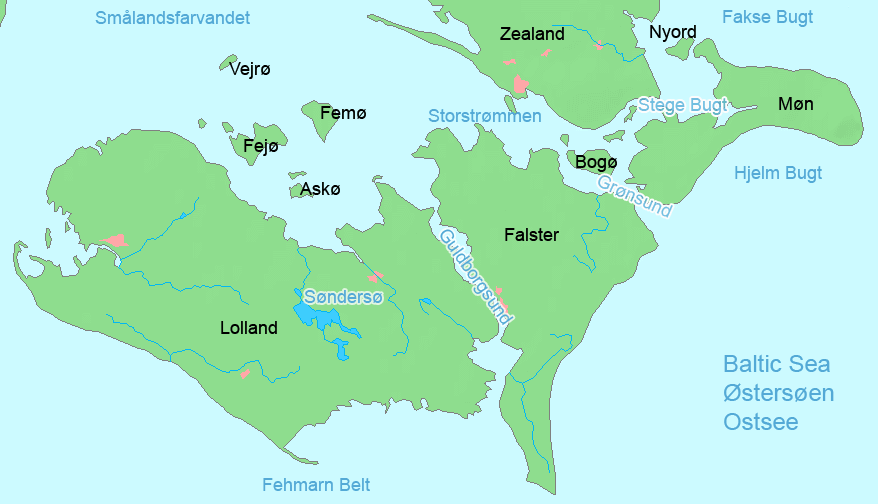
Femø ở phía tây đảo Falster, phía nam đảo Zealand, phía bắc Askø và Lolland, phía đông đảo Fejø.